# Cyrtandra pritchardii
Cyrtandra pritchardii är en tvåhjärtbladig växtart som beskrevs av Berthold Carl Seemann. Cyrtandra pritchardii ingår i släktet Cyrtandra och familjen Gesneriaceae. Inga underarter finns listade i Catalogue of Life.